# Адуй
Адуй — река в Свердловской области России, на восточном склоне Уральских гор. Впадает в реку Реж.

## География
Адуй протекает по территории трёх муниципальных образований: городского округа Верхняя Пышма, Берёзовского и Режевского муниципальных округов.
Устье реки находится в 188 км от устья Режа по правому берегу, у скалы Адуйский Камень.
Длина реки Адуй — 53 км, площадь водосборного бассейна — 789 квадратных километров.
В верхнем течении на реке расположен посёлок Нагорный.

## Притоки
(указано расстояние от устья)
- 14 км: Мостовка
- 22 км: Чёрная
- 33 км: Хвощевка

## Данные водного реестра
По данным государственного водного реестра России, Адуй относится к Иртышскому бассейновому округу, речному бассейну Иртыша, речному подбассейну Тобола. Водохозяйственный участок — Реж (без реки Аяти от истока до Аятского гидроузла) и Нейва (от Невьянского гидроузла) до их слияния.